# Daedalellus pollostus
Daedalellus pollostus är en insektsart som beskrevs av Nickle 2001. Daedalellus pollostus ingår i släktet Daedalellus och familjen vårtbitare. Inga underarter finns listade i Catalogue of Life.